# باشگاه فوتبال نیندورفر
باشگاه ورزشی نیندورفر یکی از باشگاهای ورزشی منطقه هامبورگ در آلمان است. تیم فوتبال این باشگاه هم‌اکنون در اوبرلیگای هامبورگ به رقابت می‌پردازد. علاوه بر فوتبال نیندورفر در رشته‌های بدمینتون، بیسبال/سافتبال، بسکتبال، هندبال، جودو، جوجیتسو، کاراته، دو و میدانی، پرل‌بال، شطرنج، ورزش شنا، رقص، تنیس روی میز، تنیس، ژیمناستیک، والیبال صاحب تیم است.

## تاریخچه
این باشگاه در سال ۱۹۱۹ از یک انجمن ورزشی و پیاده‌روی در منطقهٔ نیندورفر توسط مربی ژیمناستیک «کارل اُهل» به باشگاه ورزشی تغییر یافت و چندی بعد به نام فعلی تغییر نام یافت. تا سال ۱۹۲۳ تعداد اعضای آن به ۲۴۴ نفر رسید که معادل یک دهم جمعیت منطقه نیندورفر بود
تعداد اعضای باشگاه تا سپتامبر ۲۰۱۰ به ۹۰۰۰ نفر رسیده است که به این ترتیب یکی از ۴ باشگاه بزرگ هامبورگ به حساب می‌آید.

## تیم فوتبال
تیم فوتبال نیندورفر هم‌اکنون در اوبرلیگای هامبورگ به رقابت می‌پردازد.

## باشگاه تناسب اندام
باشگاه تناسب اندام نیندورفر بنام Adyton یا خلوتگاه در حال حاضر دوره‌هایی چون پیلاتیز، تمرین‌های قدرتی کلاسیک، توانبخشی ورزشی و پیاده‌روی نوردیک ارائه می‌دهد.

## مجله باشگاه
مجله باشگاه با تیراژ ۲۵۰۰ نسخه در سال ۱۰ بار به چاپ می‌رسد.